# Louis Vierne

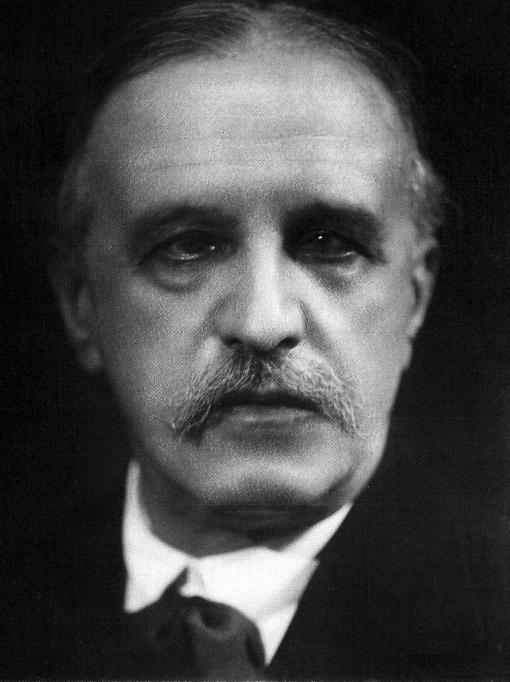
Louis Vierne (1915)

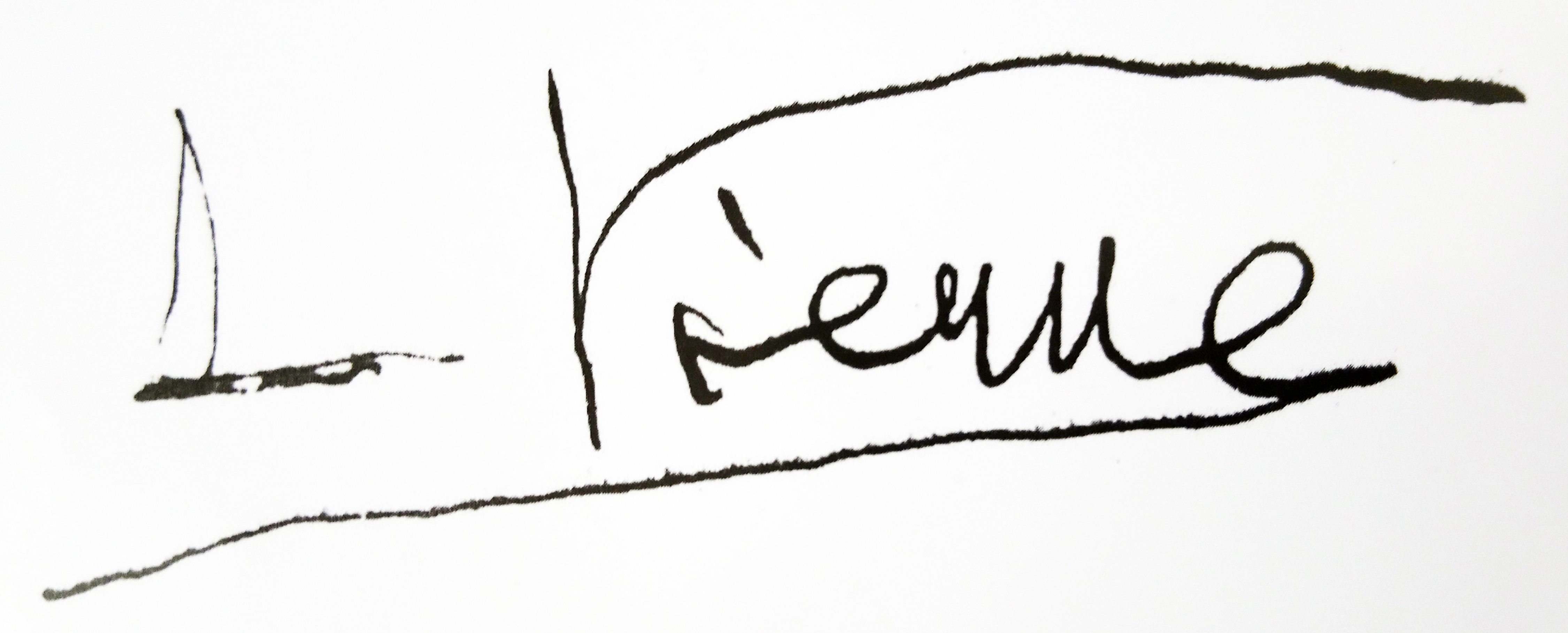
Unterschrift Viernes

Louis Victor Jules Vierne (* 8. Oktober 1870 in Poitiers; † 2. Juni 1937 in Paris) war ein französischer Organist und Komponist.

## Leben
Louis Vierne und sein Bruder René Vierne (1878–1918) waren Söhne des Journalisten Henri Vierne. Er wurde mit einer schweren Sehbehinderung geboren. Die Familie zog 1873 nach Paris, wo Louis’ Onkel Charles Colin seine musikalische Begabung entdeckte und ihn zum Klavierspiel ermunterte. Im Alter von sieben Jahren erlangte Louis ausreichend Sehkraft, so dass er sich im Alltagsleben weitgehend selbständig orientieren und großgedruckte Schrift lesen konnte.
Seit 1880 erhielt Vierne Klavierunterricht bei Henri Specht in Paris. Im selben Jahr hörte er erstmals César Franck als Organist in der Pariser Kirche Sainte Clotilde. Dieses Schlüsselerlebnis nannte er später in seinen Memoiren eine „Offenbarung“. 1881 trat Vierne in das Pariser Blindeninstitut ein und wurde dort von Henri Specht (Klavier) und Henri Adam (Violine) unterrichtet. Ab 1887 erhielt er Orgelunterricht bei Louis Lebel und, nach dessen Tod zwei Jahre später, bei Adolphe Marty. Seit 1889 nahm Vierne Unterricht in Fuge bei César Franck. Sein Studium am Pariser Konservatorium, an dem er bereits vorher als Hörer Francks Orgelklasse besucht hatte, schloss er 1894 bei dessen Nachfolger Charles-Marie Widor mit einem ersten Preis in Orgelspiel und Improvisation ab.
1892 ernannte Widor seinen Schüler Vierne zum Stellvertreter an der Orgel der Pariser Kirche Saint-Sulpice. Nach Viernes erstem Preis in Orgel 1894 wurde er zusätzlich Widors Assistent in der Orgelklasse am Pariser Konservatorium. 1898 schrieb Vierne seine erste Orgelsinfonie op. 14. Ein Jahr später heiratete er die Sängerin Arlette Taskin, von der er 1909 wieder geschieden wurde. Sohn Jacques, der sich freiwillig für den Kriegsdienst gemeldet hatte, nahm sich am 12. November 1917 in Prosnes (Département Marne) das Leben.

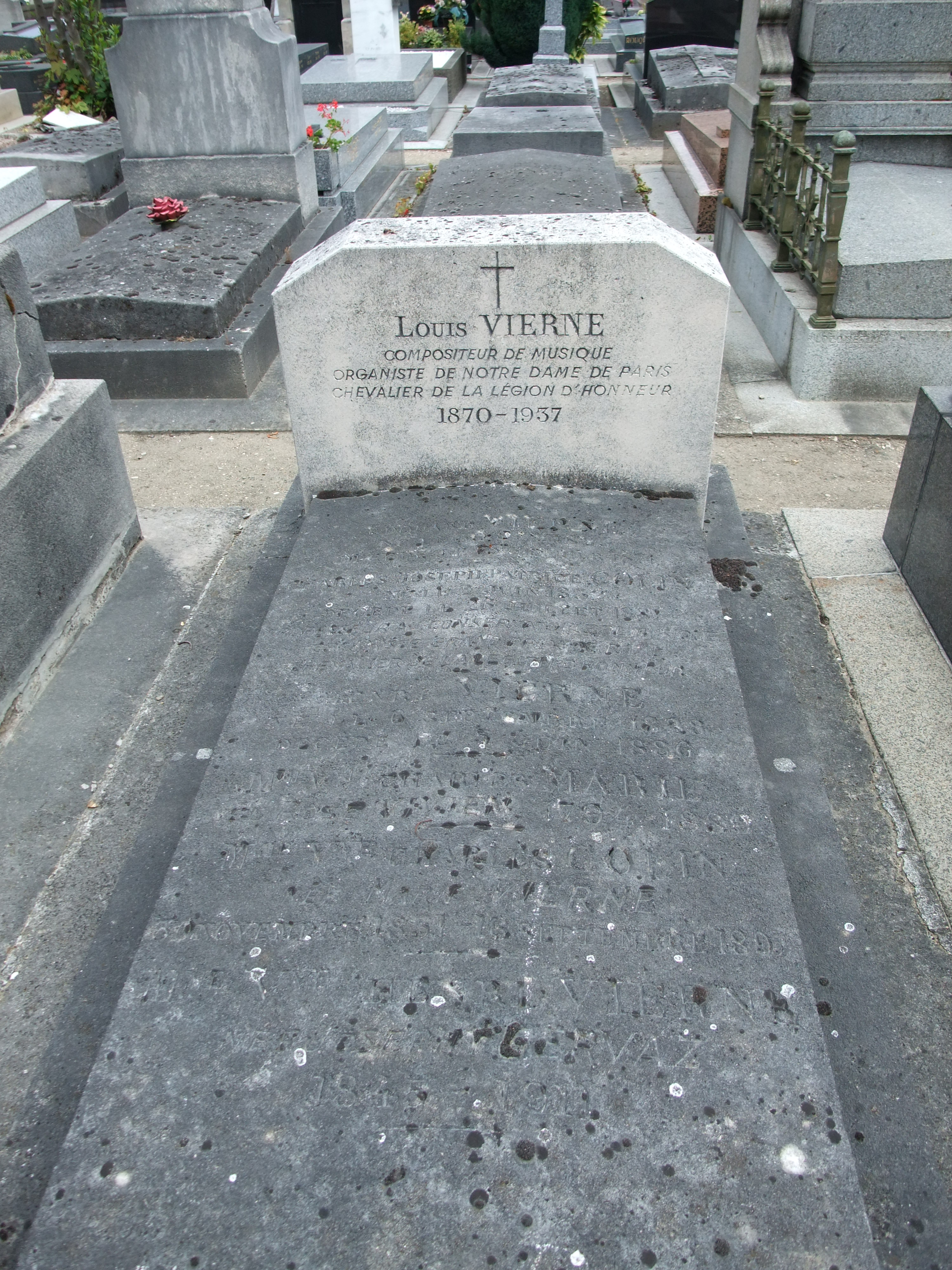
Das Grab von Louis Vierne auf dem Friedhof Montparnasse (13. Division, 4. Reihe von Süden, 29, Reihe von Osten)

1900 wurde Louis Vierne nach einem Vorspielen unter mehreren Bewerbern ausgewählt und zum Titularorganisten der Kathedrale Notre-Dame de Paris ernannt, eine Stelle, die er bis zu seinem Tode innehatte. Darüber hinaus arbeitete er als Assistent von Alexandre Guilmant, Widors Nachfolger als Orgelprofessor am Pariser Konservatorium, und unterrichtete in dieser Position zahlreiche bedeutende Organisten der folgenden Generation in Frankreich. 1911 kündigte Vierne seine Anstellung am Conservatoire und wechselte als Orgelprofessor zum kirchenmusikalischen Institut Schola Cantorum.
1906 musste Vierne nach einem komplizierten Beinbruch seine Pedaltechnik völlig neu erlernen. 1907 erkrankte er lebensbedrohlich an Typhus, einige Jahre später an grünem Star und erblindete schließlich völlig. Trotzdem unternahm Vierne Konzertreisen durch Europa und die Vereinigten Staaten, auf denen er auch als brillanter Improvisator hervortrat.
Vierne starb 1937 während eines Orgelkonzerts am Spieltisch seiner Orgel in Notre-Dame an den Folgen eines Gehirnschlags. Viernes Schüler Maurice Duruflé berichtete später darüber: „Vierne hatte soeben mit großem Ausdruck sein letztes Werk, das „Triptyque“, gespielt. Ich stand neben ihm, um zu registrieren. Als er den letzten Satz des Triptyque („Stèle pour un enfant défunt“) begann, wurde er blaß, seine Finger hingen förmlich an den Tasten und als er seine Hände nach dem Schlussakkord abhob, brach er auf der Orgelbank zusammen: Ein Gehirnschlag hatte ihn getroffen. An dieser Stelle des Programms sollte er über das gregorianische Thema „Salve Regina“ improvisieren. Aber anstelle dieser Hommage der Patronin Notre-Dames hörte man nur eine einzige lange Pedalnote: Sein Fuß fiel auf diesen Ton und erhob sich nicht mehr.“
Nach Viernes letztem Willen schwieg die Orgel von Notre-Dame in seinem Trauergottesdienst und war schwarz verhüllt; die einzige Musik bestand aus gregorianischem Gesang. Vierne wurde auf dem Friedhof Montparnasse in der Nähe seiner Freunde César Franck, Alexandre Guilmant, Camille Saint-Saëns und Vincent d’Indy beigesetzt.
Zu Viernes Schülern zählen Maurice Duruflé, Alphonse Schmitt, Augustin Barié, Lili Boulanger, André Fleury und Adrien Rougier.

## Kompositionen
| Opus | Jahr      | Stück | Besetzung                                | Anmerkungen                                                                                 |
| ---- | --------- | --- | ---------------------------------------- | ------------------------------------------------------------------------------------------- |
| 1    | 1894      | Allegretto | Orgel                                    |                                                                                             |
|      | 1894      | Verset fugué sur «In exitu Israel» | Orgel                                    |                                                                                             |
| 2    | 1896      | Tantum ergo | Chor und Orgel                           |                                                                                             |
| 3    | 1896      | Ave Maria | Mezzosopran und Orgel                    |                                                                                             |
| 4    | 1896      | Prélude funèbre c-Moll | Orgel                                    |                                                                                             |
| 5    | 1895      | Deux Pièces 1. Le soir 2. Légende | Bratsche und Klavier                     |                                                                                             |
| 6    | 1894      | Largo et Canzonetta | Oboe und Klavier                         |                                                                                             |
| 7    | 1895      | Deux Pièces 1. Impression d’automne 2. Intermezzo | Klavier                                  |                                                                                             |
| 8    | 1896      | Communion | Orgel                                    |                                                                                             |
| 9    | 1895      | Feuillets d’album 1. Matin d’été 2. Contemplation 3. La mer et la nuit 4. Nuit étoilée 5. Coup de vent 6. Le vieux Berger 7. La valse 8. Dans le Bois 9. Chanson des Faucheurs | Klavier                                  | verschollen                                                                                 |
| 11   | 1896      | Trois mélodies 1. Beaux papillons blancs 2. Donc ce sera pour un clair jour d’été 3. Qu’as-tu fait de ton jeunesse | Gesang und Klavier                       |                                                                                             |
| 12   | 1894      | Quatuor à Cordes in d-Moll 1. Lento – Adagio agitato 2. Intermezzo – Leggiero non troppo vivo 3. Andante quasi Adagio 4. Finale – Allegro vivace | Streichquartett                          |                                                                                             |
| 13   | 1899      | Trois mélodies 1. Chanson d’automne 2. Extase 3. Lied d’amour | Gesang und Klavier                       |                                                                                             |
| 14   | 1899      | Symphonie Nr. 1 d-moll 1. Prélude 2. Fugue 3. Pastorale 4. Allego vivace 5. Andante 6. Final | Orgel                                    |                                                                                             |
| 15   | 1896      | Ave Verum | Sopran oder Tenor und Orgel              |                                                                                             |
| 16   | 1899      | Messe solennelle cis-Moll 1. Kyrie 2. Gloria 3. Sanctus 4. Benedictus 5. Agnus Dei | Chor und zwei Orgeln                     |                                                                                             |
| 17   | 1899      | Suite bourguignonne 1. Aubade 2. Idylle 3. Divertissement 4. Légende 5. Angelus du soir 6. Danse rustique 7. Clair de lune | Klavier                                  |                                                                                             |
| 18   | 1897      | Trois mélodies 1. L’heure du berger 2. Ô triste, triste était mon âme 3. Le rouet | Gesang und Klavier                       |                                                                                             |
| 19   | 1898      | Dors, chère Prunelle | Gesang und Klavier                       |                                                                                             |
| 20   | 1902      | Symphonie Nr. 2 e-moll 1. Allegro 2. Choral 3. Scherzo 4. Cantabile 5. Final | Orgel                                    |                                                                                             |
| 22   | 1903–1905 | Praxinoë, Princesse d’Egypte | Soli, Chor und Orchester                 |                                                                                             |
| 23   | 1906      | Sonate 1. Allegro risoluto 2. Andante sostenuto 3. Intermezzo 4. Largamente | Violine und Klavier                      |                                                                                             |
| 24   | 1908      | Symphonie pour Orchestre 1. Grave – Allegro molto 2. Lamento – Adagio molto 3. Scherzo – Animato ma non troppo 4. Finale – Allegro moderato | Orchester                                |                                                                                             |
| 25   | 1909      | Rhapsodie | Harfe                                    |                                                                                             |
| 26   | 1910      | Trois mélodies 1. Soleils couchants 2. Nox 3. Adieu! | Gesang und Klavier                       |                                                                                             |
| 27   | 1910      | Sonate 1. Poco lento – allegro moderato 2. Molto largamente 3. Risoluto – Allegro molto | Violoncello und Klavier                  |                                                                                             |
| 28   | 1911      | Symphonie Nr. 3 fis-moll 1. Allegro maestoso 2. Cantilène 3. Intermezzo 4. Adagio 5. Final | Orgel                                    |                                                                                             |
| 29   | 1912      | Stances d’amour et de rêve 1. Les chaines 2. Chanson de mer 3. A l’Hirondelle 4. Ressemblance 5. Le galop | Gesang und Orchester oder Klavier        |                                                                                             |
| 30   | 1912      | Messe basse 1. Entrée 2. Introït 3. Offertoire 4. Élevation 5. Communion 6. Sortie | Orgel oder Harmonium                     |                                                                                             |
| 31   | 1913      | 24 Pièces en style libre 1. Préambule 2. Cortège 3. Complainte 4. Epitaphe 5. Prélude 6. Canon 7. Méditation 8. Idylle mélancolique 9. Madrigal 10. Rêverie 11. Divertissement 12. Canzona 13. Légende 14. Scherzetto 15. Arabesque 16. Choral 17. Lied 18. Marche Funèbre 19. Berceuse 20. Pastorale 21. Carillon 22. Élégie 23. Epithalme 24. Postlude | Orgel oder Harmonium                     |                                                                                             |
| 32   | 1914      | Symphonie Nr. 4 g-moll 1. Prélude 2. Allegro 3. Menuet 4. Romance 5. Final | Orgel                                    |                                                                                             |
| 33   | 1914      | Psyché | Sopran und Orchester                     |                                                                                             |
|      | 1914      | Prélude fis-Moll | Orgel                                    |                                                                                             |
| 34   | 1916      | Trois Nocturnes | Klavier                                  |                                                                                             |
| 35   | 1912      | Les Djinns | Sopran und Orchester                     |                                                                                             |
| 36   | 1915      | Douze Préludes 1. Prologue 2. Tendresse 3. Pressentiment 4. Souvenir d’un jour de joie 5. Nostalgie 6. Par gros temps 7. Evocation d’un jour d’angoisse 8. Dans la nuit 9. Suprème appel 10. Sur une tombe 11. Adieu 12. Seul | Klavier                                  |                                                                                             |
| 37   | 1916      | Éros | Sopran und Orchester                     |                                                                                             |
| 38   | 1916      | Spleens et Détresses | Sopran und Klavier oder Orchester        |                                                                                             |
| 39   | 1916      | Poème des cloches funèbres 1. Cloches dans le cauchemar 2. Le Glas | Klavier                                  |                                                                                             |
| 41   | 1917      | Dal Vertice | Tenor und Orchester                      |                                                                                             |
| 42   | 1917      | Quintette pour piano et cordes 1. Poco lento – Moderato 2. Larghetto sostenuto 3. Maestoso – Allegro molto risoluto | Streichquartett und Klavier              |                                                                                             |
| 43   | 1918      | Silhouettes d’enfants 1. Valse 2. Chanson 3. Divertissement 4. Barcarolle 5. Gavotte dans le style ancien | Klavier                                  |                                                                                             |
| 44   | 1918      | Solitude 1. Hantise 2. Nuit blanche 3. Vision hallucinante 4. Ronde des revenants | Klavier                                  |                                                                                             |
| 45   | 1919      | 5 Poèmes de Charles Baudelaire 1. Recueillement 2. Réversibilité 3. Le flambeau vivant 4. La cloche fêlée 5. Les hiboux | Sopran und Klavier                       |                                                                                             |
| 46   | 1921      | Marche Triomphale centenaire de Napoléon I | Orgel, 3 Trompeten, 3 Posaunen und Pauke |                                                                                             |
| 47   | 1924      | Symphonie Nr. 5 a-moll 1. Grave 2. Allegro molto marcato 3. Scherzo 4. Larghetto 5. Final | Orgel                                    |                                                                                             |
| 48   | 1926      | Poème de l’amour 1. Le jour où je vous vis 2. Au jardin de mon coeur 3. Le bateau rose 4. Donne-moi tes baisers 5. Le trésor 6. Rondeaux mignons 7. Abdication 8. Sonnet d’automne 9. Les sorcières 10. Air retrouvé 11. Le bateau noir 12. Jour d’hiver 13. Souvenir 14. Angoisse 15. Sombres plaisirs                                                  | Gesang und Klavier                       |                                                                                             |
| 49   | 1922      | Pièce pour piano | Klavier                                  |                                                                                             |
| 50   | 1925      | Poème 1. Andante quasi adagio 2. Allegro risoluto e staccato 3. Andante quasi adagio 4. Allegro molto | Klavier und Orchester                    |                                                                                             |
| 51   | 1926      | 24 Pièces de fantaisie – 1. Suite 1. Prélude 2. Andantino 3. Caprice 4. Intermezzo 5. Requiem aeternam 6. Marche nuptiale | Orgel                                    |                                                                                             |
| 52   | 1926      | Ballade | Violine und Klavier                      |                                                                                             |
|      | 1926      | Pièce symphonique | Orchester                                |                                                                                             |
| 53   | 1926      | 24 Pièces de fantaisie – 2. Suite 1. Lamento 2. Sicilienne 3. Hymne au soleil 4. Feux Follets 5. Clair de Lune 6. Toccata | Orgel                                    |                                                                                             |
| 54   | 1927      | 24 Pièces de fantaisie – 3. Suite 1. Dédicace 2. Imptomptu 3. Étoile du soir 4. Fantômes 5. Sur le Rhin 6. Carillon de Westminster | Orgel                                    |                                                                                             |
| 55   | 1927      | 24 Pièces de fantaisie – 4. Suite 1. Aubade 2. Résignation 3. Cathédrales 4. Naïades 5. Gargouilles et Chimères 6. Les Cloches de Hinckley | Orgel                                    |                                                                                             |
| 56   | 1928      | Soirs étrangers 1. Grenade 2. Sur le Léman 3. Venise 4. Steppe Canadien 5. Poissons chinois | Violoncello und Klavier                  |                                                                                             |
|      | 1928      | Trois Improvisations 1. Marche épiscopale 2. Méditation 3. Cortège | Orgel                                    | Aufgenommen in Notre-Dame-de-Paris, November 1928, transkribiert von Maurice Duruflé (1954) |
| 57   | 1929      | Les Angélus 1. Au matin 2. A midi 3. Au soir | Gesang und Orgel                         |                                                                                             |
| 58   | 1929–1931 | Triptyque 1. Matines 2. Communion 3. Stèle pour un enfant défunt | Orgel                                    |                                                                                             |
| 59   | 1930      | Symphonie Nr. 6 h-moll 1. Introduction Allegro 2. Aria 3. Scherzo 4. Adagio 5. Final | Orgel                                    |                                                                                             |
| 60   | 1930      | Quatre poèmes grecs 1. Offrande à Pan 2. Le repos 3. Offrande à Kypris 4. Chanson pour avril | Sopran und Harfe oder Klavier            |                                                                                             |
| 61   | 1931      | La Ballade du désespéré | Tenor und Orchester oder Klavier         |                                                                                             |
| 62   | 1934      | Messe basse pour les défunts 1. Prélude 2. Introït 3. Offertoire 4. Élevation 5. Communion 6. Défilé | Orgel oder Harmonium                     |                                                                                             |

## Diskographie
- Louis Vierne: Quintett für Klavier und Streichquartett c-Moll op. 42: Tamara Atschba, Louise Chisson, Matthias Adensamer, Alexander Znamensky und Christophe Pantillon.(Gramola, 1914)
- Louis Vierne: Preludes für Klavier op. 38: Tamara Atschba. (Gramola, 1914)
- Louis Vierne: Lieder: Rachel Santesso, Sopran; Roger Vignoles, Klavier; Andrew Reid, Orgel; Hugh Webb, Harfe. (Deux-Elles)
- Louis Vierne: Klavierquintett op. 42: Stephen Coombs, Klavier; Chilingirian Quartet. (Hyperion)
- Louis Vierne: Sämtliche Orgel-Symphonien: Hans-Eberhard Roß, Orgel. (audite).
- Orgelsinfonien Nr. 1–4 Marie-Claire Alain (Erato)
- Orgelsinfonien Nr. 1–6 Pierre Labric (The Musical Heritage Society)
- Orgelsinfonien Nr. 1–6 Pierre Cochereau (FY)
- Orgelsinfonien Nr. 1–6 Jeremy Filsell (Brilliant Classics)
- Orgelsinfonien Nr. 1–6: Martin Jean, Orgel. (Loft Recordings)
- Orgelsinfonien Nr. 1–6: David Sanger, Orgel. (Meridian Records)
- Louis Vierne: Sämtliche Orgelwerke: Christine Kamp, Orgel. (Festivo).
- Louis Vierne: Sämtliche Orgelwerke: Pierre Cochereau & George C. Baker, Orgel. (Solstice). 7 CDs.
- Louis Vierne: Sämtliche Orgelwerke: Ben van Oosten, Orgel. (MDG). 8 CDs.